# Scopula sulcaria
Scopula sulcaria là một loài bướm đêm trong họ Geometridae.